# 袁淳
袁淳（1517年—？），字育真，號羅巖，江西贛州府雩都縣人，明朝政治人物。

## 生平
嘉靖三十四年（1555年）乙卯科江西鄉試第五十三名舉人，三十五年（1556年）丙辰科会试五十七名，廷试三甲八十名進士。刑部观政，授湖广承天府推官，三十八年九月考選授廣東道試監察御史。三十九年三月實授，四十一年二月升湖广按察司佥事，四十二年致仕。

## 家族
曾祖袁端，曾任教授封刑部主事；祖父袁慶雲，曾任訓導；父袁時。母王氏。